# گودلیو موسکاساراسی
گودلیو موسکاساراسی (انگلیسی: Godeliève Mukasarasi؛ زادهٔ ۱۹۵۹) مددکاری اجتماعی اهل رواندا، بازمانده نسل‌کشی در رواندا و فعال در زمینه حقوق مدنی است. وی همچنین برندهٔ جوایزی همچون جایزه بین‌المللی زنان شجاع شده‌است.